# WVV 1896
WVV (Winschoter Voetbal Vereniging) is een op 21 november 1896 opgerichte amateurvoetbalvereniging uit Winschoten, provincie Groningen, Nederland. De thuiswedstrijden worden op het sportcomplex "Stadspark" gespeeld.
De standaardelftallen in de zaterdag- en zondagafdeling spelen in het seizoen 2021/22 respectievelijk in de Vierde en Eerste klasse van het KNVB-district Noord.
Clubkleuren
Als clubkleuren werd rood en zwart gekozen, alhoewel er in de jaren zestig ook een periode met een witte broek gespeeld werd. Later is de oorspronkelijke clubtraditie in ere hersteld door weer voor de zwarte broek te kiezen. De voetbalkousen zijn medio jaren tachtig ook een tijd rood geweest met drie ingeweven zwarte Adidas strepen bovenin, echter de oorspronkelijke zwarte voetbalkousen met rode bovenrand zijn ook weer in ere hersteld en decoratief voorzien van WVV-logo met de oude voetbalschoen en leergeveterde voetbal.

## Geschiedenis
WVV 1896 is een van de oudste opgerichte clubs in de provincie Groningen, na Be Quick 1887, VV Veendam 1894 en nog voor Velocitas 1897, terwijl destijds ook in de provincie Drenthe Achilles 1894 in Assen reeds was opgericht en in de provincie Friesland was LAC Frisia 1883 in Leeuwarden de alleroudste voetbalclub van Noord-Nederland.
De club sloot zich als een van de eerste Noordelijke voetbalclubs aan bij de dan ook net opgerichte "Noord-Nederlandse Voetbalbond" (1896-1903). In september 1907 volgde aansluiting bij de Groninger Voetbalbond (GVB) en daarmee bij de NVB. De Winschoter Voetbal Vereniging voetbalclub groeide mede dankzij aanwas van spelers van de opgeheven kleinere Winschoter voetbalclubs "Eendracht" en "Vomos" in 1903, daarna ook aangevuld met spelers van "Upright" en ten slotte met de aansluiting van de op 1 juli 1946 opgerichte "CVW" (Christelijke Voetbalvereniging Winschoten) in 1960.
Vanaf het millenniumjaar 2000 groeide de jeugdafdeling gestaag verder door en WVV is daardoor een van de grootste Noordelijke clubs met vele juniorenelftallen die veelal uitkomen op het hoogste amateurniveau.

## Standaardelftallen

### Zaterdag
In het seizoen 2005/06 speelde het eerste zaterdagelftal een seizoen in de Tweede klasse, het hoogst behaalde niveau.

#### Erelijst
kampioen Derde klasse: 2005
kampioen Vierde klasse: 1977, 2004
kampioen Vijfde klasse: 2010
kampioen GVB 1e klasse: 1985, 1995
kampioen GVB 2e klasse: 1993

#### Competitieresultaten 1965–heden
| 10 4C |

| 10 4C |

| 10 4C |

| 2 1B |

| 5 4D |

| 5 4D |

| 9 4D |

| 8 4D |

| 7 4D |

| 4 4D |

| 4 4D |

| 8 4D |

| 1 4D |

| 5 3B |

| 11 3B |

| 10 4C |

| 9 4C |

| 6 4C |

| 8 4C |

| 11 4D |

| 1 1A |

| 6 4D |

| 2 4D |

| 4 4D |

| 11 4D |

| 8 1B |

| 10 1B |

| 11 1B |

| 1 2B |

| 8 1B |

| 1 1B |

| 2 4C |

| 8 3B |

| 10 3C |

| 10 3C |

| 9 3C |

| 11 3C |

| 4 4C |

| 4 4C |

| 1 4C |

| 1 3C |

| 12 2L |

| 12 3C |

| 7 4C |

| 11 4C |

| 1 5C |

| 13 4C |

| 4 5F |

| 4 5F |

| 6 5F |

| 7 5E |

| 3 5E |

| 6 5A |

| 3 5E |

| 6 4D |

| -- 4D |

| -- 4D |

| 1 4D |

| 8 3D |

| 3C |

1977: de beslissingswedstrijd in Assen om het klassekampioenschap in 4D werd met 2-1 gewonnen van CSVC
| Tweede klasse | Derde klasse | Vierde klasse | Vijfde klasse | Eerste klasse GVB | Tweede klasse GVB |

### Zondag
WVV speelde (na de Tweede Wereldoorlog) over drie perioden vijftien seizoenen in de Eerste klasse (Noord). De eerste periode, die elf seizoenen besloeg, kende ook het hoogtepunt voor de club. In 1964 werd WVV kampioen van de Eerste klasse in het district Noord en mocht met de vijf overige districtskampioenen (CVV, VV Chevremont, Quick '20, VPV Purmersteijn en VC Vlissingen) strijden om de algehele amateurtitel. CVV won de titel en WVV werd derde in de kampioenscompetitie. Ster van dat elftal was Jan Mulder die een jaar later vertrok naar het Belgische RSC Anderlecht. De tweede periode duurde drie seizoenen (1972/73-1974/75) en het vijftiende seizoen was in 2005/06. Middels het klassekampioenschap (2L) in het seizoen 2013/14 speelt WVV sinds 2014/15 weer Eerste klasse voetbal.
In het seizoen 1996/97 speelde WVV het enige seizoen in de Vierde klasse waaruit het middels een kampioenschap meteen weer promoveerde. Verder speelde WVV afwisselend tweede- en derde klasse.

#### Erelijst
kampioen Eerste klasse:1964
kampioen Tweede klasse: 1910*, 1928, 1931, 1937, 1939, 1972, 2005, 2014
kampioen Derde klasse: 1969, 1983, 1993, 2000, 2013
kampioen Vierde klasse: 1997
winnaar Groninger Dagbladbeker: 1913
* 1910: toenmalig het hoogste niveau in Noord-Nederland en daardoor tevens Noordelijk kampioen.

#### Competitieresultaten 1904–heden
| 2 |

| 2 |

| 4 |

| 4 |

| 2 |

| 2 |

| 1 |

| 5 |

| 3 |

| 6 |

| 6 |

| 5 |

| 7 |

| 4 |

| 4 |

| 5 |

| 3 |

| 2 |

| 4 |

| 4 |

| 9 |

| 9 |

| 5 |

| 10 |

| 1 2B |

| 7 |

| 10 |

| 1 2B |

| 6 2B |

| 6 2B |

| 9 2B |

| 6 2B |

| 5 2B |

| 1 2B |

| 2 2B |

| 1 2B |

| 9 |

| 10 |

| 6 2B |

| 6 2B |

| 6 2B |

|  |

| 2 2B |

| 5 2B |

| 6 2B |

| 8 2B |

| 4 2B |

| 4 2B |

| 5 2B |

| 6 2B |

| 4 2B |

| 3 2B |

| 4 1B |

| 7 1B |

| 6 1B |

| 2 1B |

| 2 1B |

| 6 1B |

| 3 1C |

| 5 1C |

| 1 1C |

| 5 1C |

| 11 1C |

| 11 2B |

| 2 3D |

| 1 3D |

| 7 2B |

| 7 2B |

| 1 2B |

| 10 1C |

| 11 1C |

| 12 1C |

| 8 2B |

| 7 2B |

| 9 2B |

| 10 2B |

| 7 2B |

| 11 2B |

| 4 3D |

| 1 3D |

| 4 2B |

| 10 2B |

| 12 2B |

| 9 3D |

| 4 3D |

| 7 3D |

| 7 3D |

| 4 3D |

| 5 3D |

| 1 3D |

| 11 2B |

| 6 3D |

| 10 3D |

| 1 4C |

| 2 3C |

| 2 3B |

| 1 3C |

| 2 2K |

| 6 2K |

| 10 2K |

| 7 2K |

| 1 2K |

| 11 1F |

| 2 2K |

| 5 2K |

| 12 2L |

| 5 3C |

| 14 2L |

| 8 3C |

| 1 3C |

| 1 2L |

| 7 1F |

| 3 1F |

| 5 1F |

| 3 1F |

| 7 1F |

| -- 1F |

| -- 1F |

| 7 1F |

| 7 1E |

| 1J |

| Eerste klasse | Tweede klasse | Derde klasse | Vierde klasse | Noodcompetitie |

In elke staaf van de grafiek staat van boven naar beneden vermeld: 
- Eindnotering

Dit is de positie die de club heeft bereikt in de competitie, zonder eventuele beslissings-, play-off- of nacompetitiewedstrijden die nodig zijn geweest om bijvoorbeeld de kampioen van de competitie te bepalen.
Indien een * achter het getal staat is de notering een tussenstand en kan het zijn dat de notering niet overeenkomt met de uiteindelijke eindstand van de competitie.
Staat er een - dan is het seizoen nog bezig en is er geen definitieve uitslag bekend.
Staat er xx op de positie van de notering, dan heeft de club vroegtijdig de competitie verlaten. Dit kan onder andere komen door terugtrekking van het team, faillissement van de club of door een uitgedeelde straf van de KNVB. In veel gevallen staat elders in het artikel de reden vermeld.
Staat er een ? dan is het resultaat uit het verleden onbekend, en is alleen de competitie of het niveau bekend van dat seizoen.
In de seizoenen 2019/20 en 2020/21 werd wegens de coronacrisis het amateurvoetbal afgebroken. Daardoor kennen deze staven geen eindklassering (middels -- weergegeven).
- Competitieniveau en afdelingsletter of Officiële eindstand Eredivisie
  - Competitieniveau en afdelingsletter

Hierbij geeft het getal het niveau weer, dat ook terug te vinden is in de legenda. De letter is de afdelingsaanduiding en wordt gebruikt wanneer er meer afdelingen zijn op hetzelfde niveau. De afdelingsletter is altijd een hoofdletter en wordt meestal zonder nummer gebruikt.
Voorbeeld: 2F is niveau 2e klasse competitie F.
Het competitieniveau en nummer wordt niet vermeld wanneer er slechts één competitie van dit niveau was.
  - Officiële eindstand Eredivisie (getal staat tussen haakjes vermeld)

Sinds de introductie van play-offwedstrijden voor Europees voetbal na afloop van de reguliere competitie in 2005/06, is de KNVB verplicht een eindstand van de Eredivisie door te geven aan de UEFA aan de hand van deze play-offwedstrijden.
Bij deze eindstand staan clubs die zich hebben gekwalificeerd voor Europees voetbal hoger dan clubs die zich niet wisten te kwalificeren. Indien er geen verschil was tussen de eindnotering en de officiële eindstand, staat dit getal niet vermeld.

- Onderafdeling

Hier staat afgekort de naam van de onderafdeling indien de club in dat jaar in een onderafdeling uitkwam. Tevens staat deze afkorting in de legenda en wordt gelinkt naar het artikel over deze onderafdeling. Deze afkorting wordt alleen vermeld wanneer de club in het verleden in verschillende onderafdelingen heeft gespeeld. Deze vermelding is in de staaf altijd in kleine letters. Deze onderafdelingen zijn na het seizoen 1995/96 afgeschaft. Heeft de club in slechts één onderafdeling gespeeld, dan is dit alleen terug te vinden in de legenda.
Onder de staaf staat het jaartal vermeld waarin het seizoen is afgesloten. 15 verwijst naar het seizoen 2014/15 of eventueel het seizoen 1914/15.
Wanneer een staaf leeg is, zijn deze gegevens niet bekend. Het kan ook zijn dat de club dat seizoen niet heeft meegespeeld op het hogere amateurniveau, vroegtijdig de competitie heeft verlaten of uit de competitie is gezet.

In het seizoen 1944/45 was er wegens de Tweede Wereldoorlog geen regulier competitievoetbal.

## Jeugdafdeling
WVV kent een van oudsher en tot op heden uitstekende jeugdopleiding (in de jaren '50 onder leiding van jeugdtrainer wijlen Engel Wubs) die vele talentvolle voetballers heeft voortgebracht. Zo speelde Jan Blom als aanvoerder voor het Nederlands amateurelftal. Tien spelers werden profvoetballer na hun doorbraak bij WVV in het eerste zondagelftal. In de jaren zestig waren dit Klaas Nuninga (1961, vertrok naar GVAV, Sietze Veen (1964, Heracles), Jan Mulder (1965, RSC Anderlecht) en Arie Haan (1969, AFC Ajax). Verder vertrok Hans Wortelboer ook naar GVAV en ging keeper Hennie "Toetoe" Mellema ook naar Heracles. Het trio Elto Edens, keeper Sape Hoekstra en Marnix Kolder (in 1997) vertrok naar BV Veendam. Ook Roland Baas behaalde het profvoetbal via FC Groningen en Go Ahead Eagles kwam hij uiteindelijk bij De Graafschap terecht, waar hij zijn wedstrijden in de KeukenKampioen Divisie afwerkt.

## Bekende (oud-)spelers
- Arie Haan
- Roland Baas
- Eltje Edens
- Marnix Kolder
- Jan Mulder
- Klaas Nuninga
- Sietze Veen

## Ereleden
- David Keizer [2]
- Max Adriani Engels
- Fokko van der Zee

VV Bato · VV BNC · SV Drieborg · VV Heiligerlee · MOVV · VV Nieuweschans · VV Nieuwolda · Oldambtster Boys · SC Scheemda · SV THOS · VVS Oostwold · WVV 1896 · VV Westerlee